# Linha Martigny–Orsières
A Linha Martigny–Orsières faz parte da companhia  Suíça , Transportes de Martigny e Região que além desta também explora a Linha Martigny-Châtelard

## História
A  Martigny-Orsières (MO) servia desde 1910 o Val de Entremont, enquanto a Martigny-Châtelard (MC) servia o Val de Trient, e em 1990, os conselhos administrativos destas companhias decidiram  confiar os destinos das companhias a uma direcção comum, mas mantendo cada uma o estatuto de sociedade independente. Foi nessa altura que se decidiu também dar novos nomes às linhas ferroviárias pelo que a MC se chama agora Expresso Monte Blanco, e a MO do Expresso São Bernardo que serve a estação de esqui de Verbier.

## Martigny–Orsières
A linha Martigny-Châtelard é uma linha electrificada, com 25 km de via normal que liga Martigny, na planície do Ródano  Valais , com o Vale des Bagnes em Verbier e continua até Orsières.
Foi em 1910 que foi inaugurada a linha Martigny–Orsières (MO) e em 1953 abre a secção até Le Châble deppois da construção da barragem de Mauvoisin. É em 2003 que a MO começou a fazer parte dos  Transportes de Martigny e Região.